# Forest Grove
Forest Grove es una ciudad ubicada en el condado de Washington en el estado estadounidense de Oregón. En el año 2007 tenía una población de 20,775 habitantes y una densidad poblacional de 1,486.3 personas por km².A mediados de febrero de 2016, en las redes sociales, los vecinos dijeron que un misterioso ruido no les dejaba dormir. La policía, bomberos y grupos de ingenieros todavía no han logrado averiguar qué es.

## Geografía
Forest Grove se encuentra ubicada en las coordenadas 45°31′17″N 123°6′32″O / 45.52139, -123.10889.

## Demografía
Según la Oficina del Censo en 2000 los ingresos medios por hogar en la localidad eran de $40,135, y los ingresos medios por familia eran $47,733. Los hombres tenían unos ingresos medios de $36,139 frente a los $25,703 para las mujeres. La renta per cápita para la localidad era de $16,992. Alrededor del 14.3% de la población estaban por debajo del umbral de pobreza.